# Egesina davaoana
Egesina davaoana är en skalbaggsart som beskrevs av Stefan von Breuning 1948. Egesina davaoana ingår i släktet Egesina och familjen långhorningar.
Artens utbredningsområde är Filippinerna. Inga underarter finns listade i Catalogue of Life.